# Yahalom
Yahalom (em hebraico:  יהל"ם - יחידה הנדסית למשימות מיוחדות) é uma unidade de elite especiais do Corpo de Engenharia das Forças de Defesa de Israel. 

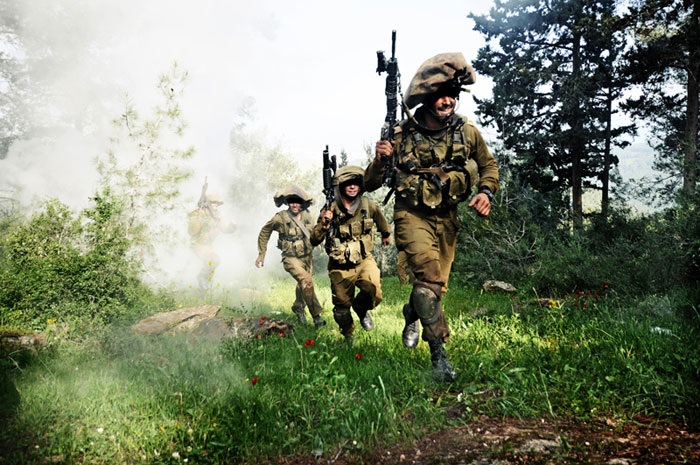
Soldados do Yahalom

O nome "Yahalom" (que significa diamante, em hebraico) é uma abreviatura de "Unidade de Engenharia de Operações Especiais". A Yahalom é especializada em missões especiais de engenharia, que incluem missões de comando e contra-terrorismo, demolições precisas e colocação de explosivos identificados, desarme de bombas, minas terrestres e engenhos explosivos não detonados (neutralização de materiais explosivos - EOD), sabotagem marítima e ultrapassagem de obstáculos, busca de túneis usados para contrabando, desenvolvimento de métodos avançados e ferramentas para demolições e EOD e ensino e treino de soldados de engenharia e de outras unidades.